# Classifica a punti (Giro d'Italia femminile)
La classifica a punti del Giro d'Italia femminile è una delle classifiche accessorie della corsa a tappe italiana. Consiste in una graduatoria determinata dai piazzamenti delle atlete al traguardo. La leader della classifica indossa la maglia ciclamino.

## Storia
La classifica a punti venne istituita nel 1988, anno della prima edizione del Giro d'Italia femminile, ed è sempre stata assegnata. La prima vincitrice è stata la tedesca Petra Rossner, mentre l'olandese Marianne Vos detiene il record di sette successi nella graduatoria.
Fino al 2011 la leader della classifica in indossava la maglia ciclamino, come al Giro d'Italia maschile, sostituita nel 2012 dalla maglia gialla. Nel 2013 il simbolo è tornato a essere la tradizionale maglia ciclamino.

## Albo d'oro
| Anno | Corridore            | Squadra                     | Punti | Altre classifiche  |
| ---- | -------------------- | --------------------------- | ----- | ------------------ |
| 1988 | Petra Rossner        | Germania Est                | ?     | -                  |
| 1989 | Petra Rossner        | Germania Est                | ?     | -                  |
| 1990 | Kathryn Watt         | Australia                   | ?     | -                  |
| 1993 | Luzia Zberg          | Svizzera                    | ?     | -                  |
| 1994 | Imelda Chiappa       | AS Merate                   | ?     | -                  |
| 1995 | Petra Rossner        | Team Nürnberg               | ?     | -                  |
| 1996 | Imelda Chiappa       | SC Cerrini                  | ?     | -                  |
| 1997 | Diana Žiliūtė        | Acca Due O-Lorena Camicie   | ?     | -                  |
| 1998 | Anna Wilson          | Australia                   | ?     | -                  |
| 1999 | Svetlana Bubnenkova  | Alfa Lum-RSM                | ?     | -                  |
| 2000 | Svetlana Bubnenkova  | Edil Savino                 | ?     | -                  |
| 2001 | Nicole Brändli       | Edil Savino                 | ?     | Generale Giovani   |
| 2002 | Zinaida Stahurskaja  | Chirio-Forno d'Asolo        | ?     | Scalatori          |
| 2003 | Regina Schleicher    | Chirio-Forno d'Asolo        | 61    | -                  |
| 2004 | Oenone Wood          | Australia                   | 69    | -                  |
| 2005 | Giorgia Bronzini     | Chirio-Forno d'Asolo        | 74    | -                  |
| 2006 | Susanne Ljungskog    | Buitenpoort-Flexpoint       | 62    | -                  |
| 2007 | Marianne Vos         | Team DSB Bank               | 54    | -                  |
| 2008 | Ina-Yoko Teutenberg  | Team High Road Women        | 60    | -                  |
| 2009 | Claudia Häusler      | Cervélo TestTeam Women      | 49    | Generale           |
| 2010 | Marianne Vos         | Paesi Bassi                 | 80    | Giovani            |
| 2011 | Marianne Vos         | Team Nederland Bloeit       | 111   | Generale Scalatori |
| 2012 | Marianne Vos         | Stichting Rabo Women        | 107   | Generale           |
| 2013 | Marianne Vos         | Rabobank Women Cycling Team | 74    | -                  |
| 2014 | Marianne Vos         | Rabobank Women Cycling Team | 115   | Generale           |
| 2015 | Megan Guarnier       | Boels-Dolmans Cycling Team  | 78    | -                  |
| 2016 | Megan Guarnier       | Boels-Dolmans Cycling Team  | 60    | Generale           |
| 2017 | Annemiek van Vleuten | Orica-Scott                 | 47    | Scalatori          |
| 2018 | Annemiek van Vleuten | Mitchelton-Scott            | 57    | Generale           |
| 2019 | Annemiek van Vleuten | Mitchelton-Scott            | 74    | Generale Scalatori |
| 2020 | Marianne Vos         | CCC-Liv                     | 46    | -                  |
| 2021 | Anna van der Breggen | Team SD Worx                | 58    | Generale           |
| 2022 | Annemiek van Vleuten | Movistar Team Women         | 60    | Generale           |